# قاینار (شهرستان قره‌بوره)
قاینار (به قرقیزی: Кайнар، قاينار) یک منطقهٔ مسکونی در قرقیزستان است که در شهرستان قره‌بوره واقع شده‌است. قاینار ۱٬۳۹۴ نفر جمعیت دارد.